# Maroc aux Jeux olympiques d'hiver de 2018
La participation du Maroc aux Jeux olympiques d'hiver de 2018 à PyeongChang en Corée du Sud, du 9 au 25 février 2018, constitue la septième participation du pays à des Jeux olympiques d'hiver. La délégation marocaine est composée de deux athlètes : Adam Lamhamedi en ski alpin et Samir Azzimani en ski de fond.

## Délégation
Le tableau suivant indique le nombre d'athlètes marocains inscrits dans chaque discipline:
| Sport       | Discipline | Hommes | Femmes | Total |
| ----------- | ---------- | ------ | ------ | ----- |
| Ski         |            |        |        |       |
| Ski alpin   | 1          | 0      | 1      |       |
| Ski de fond | 1          | 0      | 1      |       |
| Total       | Total      | 2      | 0      | 2     |

## Cérémonies d'ouverture et de clôture
Le Maroc fait partie, avec l'Afrique du Sud, l'Érythrée, le Ghana, le Kenya, le Madagascar, le Nigeria et le Togo, des huit pays d'Afrique participant à ces Jeux. Le Maroc est la 21e des 91 délégations à entrer dans le Stade olympique de Pyeongchang, au cours du défilé des nations durant la cérémonie d'ouverture, après Monaco et avant le Monténégro.

## Épreuves

### Ski alpin

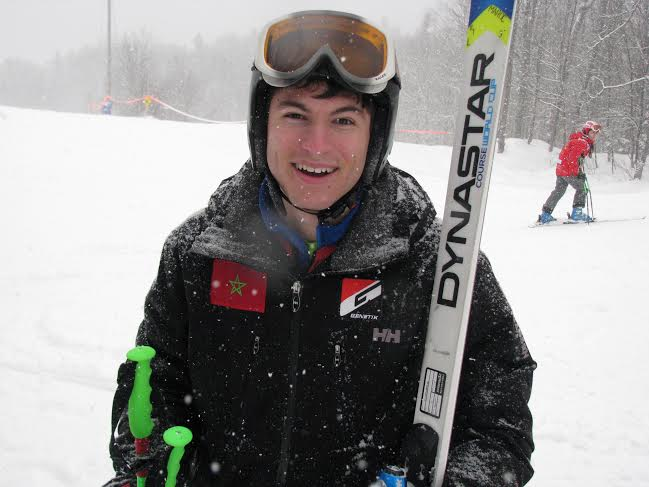
Adam Lamhamedi.

Le Maroc aligne un représentant lors des épreuves de ski alpin à ces Jeux olympiques. Il s'agit d'Adam Lamhamedi, né le 22 avril 1995 à Charlesbourg (Québec), et possédant la double nationalité maroco-canadienne, qui a notamment été médaillé d'or en Super-G aux Jeux olympiques de la Jeunesse en 2012 à Innsbruck (Autriche), puis représentant du Maroc aux Jeux olympiques d'hiver à Sotchi (Russie) en 2014 .
De retour au Canada, il intègre en 2015 avec son collège Cégep de Sainte-Foy le circuit universitaire québécois de ski alpin émanant du réseau du sport étudiant du Québec auquel il termine premier des compétiteurs collégiaux, ensuite depuis 2016 avec les Rouge et Or de l'Université de Laval avec lesquels il termine, lors de sa première saison 2e du classement général et remporte le prix de recrue masculine de l'année,, puis en 2017 champion et meilleur athlète masculin,.
Il a également été représentant du Maroc à l'Universiade d'hiver de 2017 à Almaty (Kazakhstan) durant lequel il se classe 15e en slalom géant. 

#### Résultat
| Skieur         | Épreuves     | Manche 1                 | Manche 1 | Manche 2                | Manche 2 | Total                    | Total |
| Skieur         | Épreuves     | Temps                    | Rang     | Temps                   | Rang     | Temps                    | Rang  |
| -------------- | ------------ | ------------------------ | -------- | ----------------------- | -------- | ------------------------ | ----- |
| Adam Lamhamedi | Slalom géant | 1 min 18 s 50 (+10 s 23) | 61e      | 1 min 17 s 54 (+7 s 81) | 54e      | 2 min 36 s 04 (+18 s 00) | 53e   |
| Adam Lamhamedi | Slalom       | DNF                      | DNF      | —                       | —        | —                        | —     |

### Ski de fond

#### Résultat
| Athlète        | Épreuve     | Temps final   | Écart       | Rang |
| -------------- | ----------- | ------------- | ----------- | ---- |
| Samir Azzimani | 15 km libre | 47 min 39 s 9 | 13 min 56 s | 111e |